# Robert Gindre
Robert Alix Gindre (* 3. April 1911 in Lamoura; † 27. Oktober 1991 in Saint-Germain-en-Montagne) war ein französischer Skilangläufer.
Gindre belegte bei den Nordischen Skiweltmeisterschaften 1935 in Vysoké Tatry den 36. Platz über 18 km und bei seiner einzigen Teilnahme bei den Olympischen Winterspielen im Februar 1936 in Garmisch-Partenkirchen den 24. Platz über 18 km und zusammen mit Fernand Mermoud, Léonce Cretin und Alfred Jacomis den neunten Rang mit der Staffel. In den folgenden Jahren lief er bei den Nordischen Skiweltmeisterschaften 1937 in Chamonix auf den 22. Platz über 18 km und auf den achten Rang mit der Staffel und bei den Nordischen Skiweltmeisterschaften 1939 in Zakopane auf den 42. Platz über 18 km und auf den siebten Rang mit der Staffel.